# Artmic
Artmic Co., Ltd., (有限会社アートミック Yūgen-gaisha Ātomikku?) era una empresa japonesa dedicada a la industria del Anime. Fue fundada en el año 1978 por el animador Toshimitsu Suzuki, justo después de abandonar la empresa Tatsunoko Productions.
El nombre de la empresa, era una abreviatura de "Art and Modern Ideology for Creation" (Arte e Ideología Moderna para la Creación) La empresa se declaró en bancarrota y se disolvió en 1997. La compañía Anime International Company (AIC) posee la mayor parte de la propiedad intelectual de las producciones que fueron creadas por Artmic.  

## Miembros destacados
- Kenichi Sonoda
- Shinji Aramaki
- Kimitoshi Yamane
- Hideki Kakinuma

## Producciones

### OVA
- 1990: Sengoku Busho Retsuden Bakufu Doji Hissatsuman
- 1991: Bubblegum Crash
- 1994: Genocyber
- 1995–1996: Battle Skipper
- 1996: Power Dolls
- 1996: Hikarian

#### En asociación conTatsunoko
- 1985: Genesis Climber Mospeada: Love, Live, Alive
- 1993–1994: Casshan: Robot Hunter
- 1994-1995: Gatchaman

#### En asociación conAIC
- 1986: Wanna-Be's
- 1986–1992: Gall Force series
- 1987–1991: Bubblegum Crisis
- 1987–1989: Dangaioh
- 1987: Metal Skin Panic MADOX-01
- 1988–1990: Hades Project Zeorymer
- 1989: Riding Bean
- 1989: Megazone 23 III
- 1990: A.D. Police Files
- 1990–1991: The Hakkenden (primera temporada)
- 1991–1993: Detonator Orgun
- 1992–1993: Gaiarth The Genesis Survivor
- 1992: Scramble Wars

### Largometrajes animados
- 1982: El mago de Oz (en asociación con Toho)
- 1982: Techno Police 21C (en asociación con Studio Nue)

### Series de televisión
- 1983: Genesis Climber Mospeada (con Tatsunoko)
- 1984: Super High Speed Galvion (con Kokusai Eigasha y Studio Robin)